# József Balogh (Philologe)
József Balogh (* 12. Juni 1893 in Gödöllő; † 2. April (?) 1944) war ein ungarischer Publizist, Altphilologe und Literaturhistoriker. 

## Leben
Der Familienname von Baloghs Vorfahren lautete ursprünglich Blum. Erst sein Vater Ármin, Geschichts- und Literaturlehrer am Budapester Rabbinerseminar, nahm den ungarischen Namen Balogh an. Durch die engen Beziehungen des Vaters zur Bankiersfamilie Kornfeld entwickelte József Balogh eine enge Freundschaft zu seinem späteren Mäzen Móric Kornfeld, einem Schwiegersohn des Großindustriellen Manfréd Weiss. 
Beide, Kornfeld und Balogh, konvertierten vom jüdischen zum katholischen Glauben. Nach dem Studium in Budapest, Berlin, München, und Freiburg beschäftigte sich Balogh intensiv mit der spätantiken und frühchristlichen Literatur. Seine wichtigste Einzelveröffentlichung als Altphilologe war eine zweibändige Übersetzung der Confessiones des Kirchenlehrers Augustinus. Als Publizist kämpfte Balogh für den Erhalt des altsprachlichen Unterrichts, und damit gegen die Schulreformen des Ministers Kunó Klebelsberg in den 1920er Jahren. 
In den 1930er Jahren organisierte Balogh verschiedene Zeitschriftenprojekte des ehemaligen Ministerpräsidenten István Bethlen, darunter die Nouvelle Revue de Hongrie (gemeinsam mit György Ottlik) und The Hungarian Quarterly. Nach dem Einmarsch deutscher Truppen im März 1944 tauchte Balogh unter. Er wurde jedoch gefasst und kam vermutlich Anfang April des Jahres in einem westungarischen Lager ums Leben.

## Werke (Auswahl)
- "Vasa lecta et pretiosa. Szent Ágoston konfessziói. Egy stílustörténeti tanulmány vázlata." Franklin, Budapest 1918.

- "Voces Paginarum. Beiträge zur Geschichte des lauten Lesens und Schreibens." Dietrich, Leipzig 1927.

- "A klasszikus műveltségért." Parthenon, Budapest 1934.

## Übersetzungen
- (Franz Dornseiff und Joseph Balogh): "Dante Alighieri: Über das Dichten in der Muttersprache / De vulgari eloquentia." Richl, Darmstadt 1925.

- "Szent Ágoston vallomásai." 2 Bde. Parthenon, Budapest 1943.